# Metastrangalis ochraceoventra
Metastrangalis ochraceoventra là một loài bọ cánh cứng trong họ Cerambycidae.